# La Chèvrerie

La Chèvrerie este o comună în departamentul Charente, Franța. În 1 ianuarie 2022 avea o populație de 137 de locuitori.